# Tampopo
Tampopo (タンポポ o 蒲公英 que traducido del japonés significa "diente de león") es una comedia del cine japonés de 1985 cuyo director es Juzo Itami, el protagonista es Tsutomu Yamazaki (Goro), Nobuko Miyamoto (Tampopo) y Ken Watanabe. La publicidad del film en su época tenía un eslogan jocoso que aclamaba: "el primer Noodle Western," un juego de palabras de comparación al Spaghetti Western (cine procedente de los estudios italianos), en relación con la sopa ramen (uno de los hilos conductores de la trama).

## Sinopsis
Tampopo comienza con dos camioneros japoneses que van conduciendo por turnos algún tiempo, el camionero más experimentado Goro y su ayudante joven Gun (los actores son Tsutomu Yamazaki y Ken Watanabe respectivamente), deciden parar y tomar en un típico establecimiento japonés una sopa de fideos (en concreto unos fideos ramen), la música del comienzo es la Sinfonía n.º 1 de Mahler. El lugar no les parece bien de aspecto, pero tienen hambre y a pesar de todo deciden entrar, ya en el local se ven involucrados en una pelea con gansters locales por intentar detener el acoso al que se ve sometida la joven que lleva el negocio Tampopo ("Diente de león", papel que ejecuta la actriz Nobuko Miyamoto). Una vez expulsados los gansters, deciden ayudarla a cocinar los fideos introduciéndola en el "arte de realización de la sopa de fideos". 
Una de las características peculiares de la película es que la trama principal se ve interrumpida con una especie de viñetas gastronómicas que introducen al espectador en el mundo de la cocina japonesa (a veces comparándola con los gustos occidentales), una de las historias involucra a un gánster yakuza vestido de traje blanco (Koji Yakusho) y su acompañante (Fukumi Kuroda) que viven diversas escenas erótico-gastronómicas. Algunas escenas tienen un gran impacto cultural como las mujeres japonesas vestidas al estilo occidental que comen spaghetti (un plato occidental) al estilo oriental (haciendo ruido con la boca, por no ser gaijin), un conjunto de ejecutivos pidiendo el menú en francés en un restaurante francés de Tokio, etc.

## Reparto
| Actor            | Personaje                         | Notas         |
| ---------------- | --------------------------------- | ------------- |
| Tsutomu Yamazaki | Gorō                              |               |
| Nobuko Miyamoto  | Tampopo                           |               |
| Kōji Yakusho     | Hombre en traje blanco            |               |
| Ken Watanabe     | Gun                               |               |
| Rikiya Yasuoka   | Pisuken                           |               |
| Kinzō Sakura     | Shōhei                            |               |
| Yoshi Katō       | Maestro de fabricación de fideos  |               |
| Hideji Ōtaki     | Anciano rico                      |               |
| Fukumi Kuroda    | Amante del hombre en traje blanco |               |
| Setsuko Shinoi   | Amante de anciano                 |               |
| Yoriko Dōguchi   | Buzo de perlas (Muchacha ostra)   |               |
| Masahiko Tsugawa | Administrador de supermercado     |               |
| Yoshihiro Katō   | Secuaz del hombre en traje blanco |               |
| Mariko Okada     | Sensei de Spaghetti               |               |
| Ryūtarō Ōtomo    | Maestro de Ramen                  |               |
| Toshiya Fujita   | Hombre con hacha de diente        | No acreditado |

## Comentarios

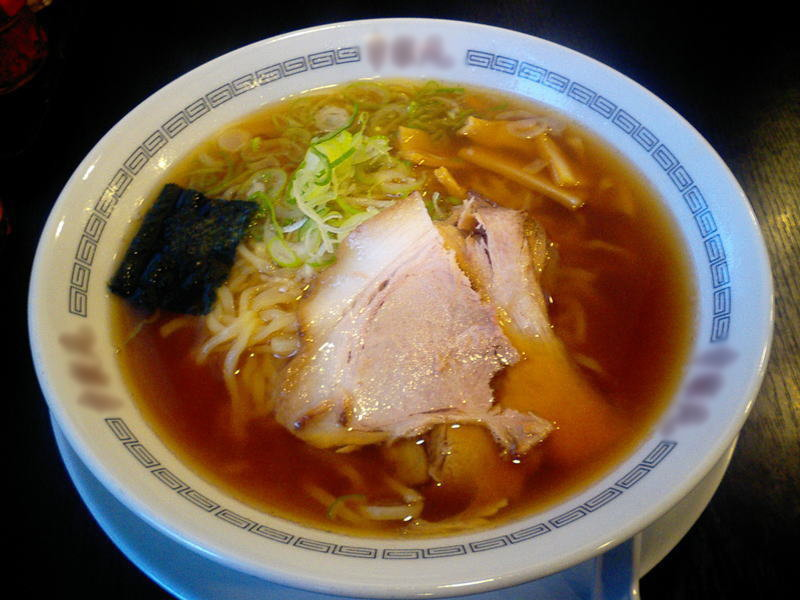
Shōyu Ramen con Chashu (Medio) y Nori (superior izquierda), similar al de la película.

El trabajo de cámara de la película y su cinemática es muy sofisticado para la época. La parte principal de la trama se ha comparado deliberadamente con la película Western denominada Shane (Raíces profundas en castellano), al igual que la película los Seven Samurai así como la película del oeste basada en él The Magnificent Seven.
La película fue famosa en Japón y en Estados Unidos a finales de los 1980s y las críticas mencionaron lo novedoso de la historia. Los restaurantes ramen se hicieron tan famosos a raíz de la película que muchos turistas acudían a ellos motivados solo por la película, aunque ningún restaurante de la película está claramente identificado.
El film es citado frecuentemente como una referencia de la cultura japonesa y de su cocina, en el que muestra una tradición en la cultura culinaria. El filme muestra, no obstante, una tradición y unas costumbres (casi fanáticas desde el punto de vista occidental) por la elaboración del ramen perfecto.

## Premios y Acogida
La película se distribuyó en los cines japoneses el 23 de noviembre de 1985 y tuvo varios premios a los pocos meses después del estreno en diversos festivales internacionales, en el Toronto International Film Festival el 1986 Japanese Academy Awards ganó dos premios: mejor edición y mejor sonido.

## Literatura
- "Food, Play, Business, and the Image of Japan in Itami Juzo's Tampopo", Michael Ashkenazi, en Anne Bower, ed., Reel Food: Essays on Food and Film (New York: Routledge, 2004).

- Datos: Q2142996